# Richard Brian DiPirro
R. Brian DiPirro est un réalisateur américain.

## Filmographie
- 1998 : Change of Heart (en) (série télévisée)
- 1999 : Strip Poker (série télévisée)
- 1999 : The X Show (en) (série télévisée)
- 2000 : Crush~ (en) (série télévisée)
- 2000 : The New Movie Show with Chris Gore (en) (série télévisée)
- 2000 : The Power of One: The Pokemon 2000 Movie Special (TV)
- 2000 : Street Smarts (en) (série télévisée)
- 2001 : Who Knows the Band? (série télévisée)
- 2001 : Spy TV (en) (série télévisée)
- 2001 : Card Sharks (en) (série télévisée)
- 2001 : Beat the Geeks (en) (série télévisée)
- 2002 : Whammy! The All New Press Your Luck (en) (série télévisée)
- 2002 : Friend or Foe (série télévisée)
- 2002 : Lingo (en) (série télévisée)
- 2003 : The Wade Robson Project (série télévisée)
- 2003 : Cram (en) (série télévisée)
- 2003 : Amour et Quiproquos (série télévisée)
- 2004 : ALF's Hit Talk Show (série télévisée)
- 2004 : Dance 360 (série télévisée)
- 2005 : Distraction (série télévisée)
- 2005 : Baggin' (TV)
- 2005 : Dream Decoders (série télévisée)
- 2005 : À prendre ou à laisser (Deal or No Deal) (série télévisée)
- 2006 : The Whitey Show (TV)
- 2006 : Game$how Marathon (en) (série télévisée)